# AA Mackenzie College
AA Mackenzie College was een Braziliaanse voetbalclub uit de stad São Paulo.

## Geschiedenis
De club werd op 18 augustus 1898 opgericht door Belfort Duarte en was hiermee na São Paulo Athletic Club de tweede voetbalclub van het land. De club speelde vanaf 1902 in de Campeonato Paulista, de eerste competitie van het land. In 1920 fuseerde de club met Associação Portuguesa de Desportos.